# Budynek starostwa powiatowego w Rybniku
Budynek starostwa powiatowego w Rybniku – budynek będący siedzibą starostwa powiatowego w Rybniku, położony przy ulicy 3 Maja 31.

## Historia

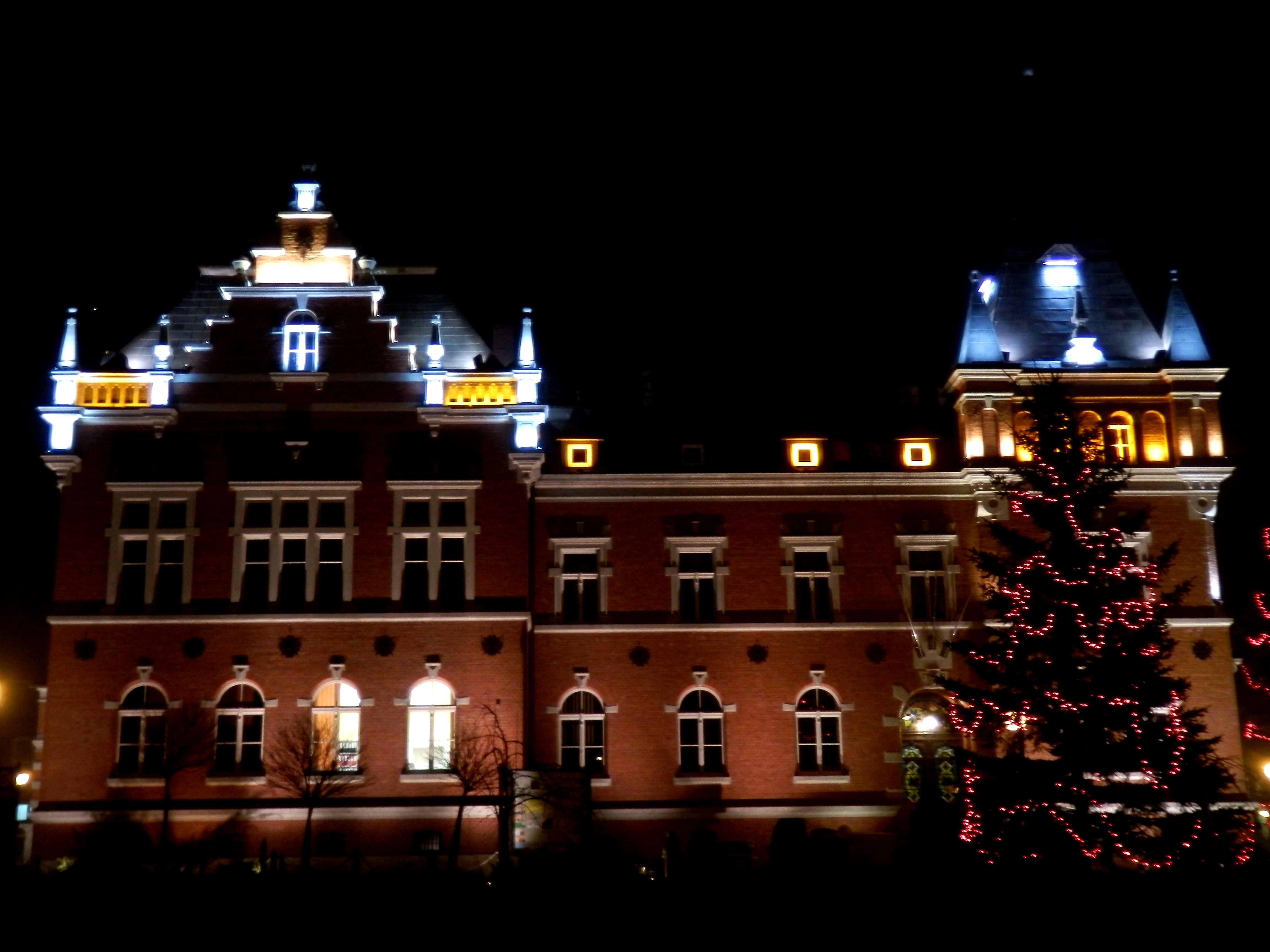
Iluminacje – starostwo nocą (2014)

Najstarsze wzmianki o tych terenach pochodzą z początku XIII wieku, kiedy gospodarkę na tych ziemiach prowadził zakon cystersów. W połowie XVIII wieku Rybnik znalazł się w granicach Królestwa Prus. W pierwszym dziesięcioleciu XIX wieku usamodzielnił się, a w 1818 roku stał się siedzibą powiatu wyodrębnionego z terenów powiatu pszczyńskiego i raciborskiego. Od 1823 roku starosta urzędował w gmachu ratusza na rybnickim rynku.
Gmach starostwa powiatowego został wzniesiony w 1887 roku i od początku swojego istnienia pełnił funkcje administracyjne. Nie zachowały się dokumenty potwierdzające tę datę, lecz w dwóch miejscach na budynku umieszczony jest rok 1893. Twórca projektu architektonicznego również nie jest znany. W pierwszych latach funkcjonowania starostwa budynek mieścił na parterze pomieszczenia służbowe, natomiast piętro było zarezerwowane dla starosty. W latach 30. XX wieku dobudowano skrzydło wschodnie.
W 2011 roku w konkursie „Architkit” zorganizowanym przez stowarzyszenie Rybnik-Subregion budynek starostwa z przewagą zwyciężył jako „hit” rybnickiej architektury. Konkurs odbył się na zasadzie ankiety przeprowadzonej wśród internautów, w której oddano tysiąc głosów.

## Opis
Budynek z cegły i na betonowej podmurówce – pierwotnie na planie litery „L”, w stylu neorenesansu niemieckiego bądź w formie historyzującej nawiązującej do architektury renesansu niderlandzkiego lub niemieckiego. Gmach jest dwukondygnacyjny, o bardzo rozczłonkowanej bryle. Otoczony założeniem parkowym zwanym Parkiem Starościńskim. Na elewacji budynku zamontowano iluminację świetlną złożoną ze 160 elementów.

## Forma ochrony prawnej
Budynek rybnickiego starostwa jest wpisany do rejestru zabytków pod nrem rej. A/1576/95 (obecnie nr A/1576/25) decyzją z 29 grudnia 1995 roku. Do rejestru, pod tym samym numerem, wpisany jest również budynek kasy.